# Portada/efemèride novembre 19
Guillem Viladot
« 18 de novembre · 19 de novembre · 20 de novembre »